# Erika Lawler
Erika Lyn Lawler (Fitchburg, 5 febbraio 1987) è un'ex hockeista su ghiaccio statunitense.

## Palmarès

### Olimpiadi
- Argento a Vancouver 2010.

### Mondiali
- Oro a Cina 2008.
- Oro a Finlandia 2009.
- Argento a Canada 2007.
- Argento a Stati Uniti 2012.

### Coppa delle 4 Nazioni
- Argento a Canada 2010.